# Vigna praecox
Vigna praecox är en ärtväxtart som beskrevs av Bernard Verdcourt. Vigna praecox ingår i släktet vignabönor, och familjen ärtväxter. Inga underarter finns listade i Catalogue of Life.